# جون ميدلتون (لاعب كرة قاعدة)
جون ميدلتون (بالإنجليزية: John Middleton)‏ هو لاعب كرة قاعدة أمريكي، ولد في 11 أبريل 1900 في ماونت كالم في الولايات المتحدة، وتوفي في 3 نوفمبر 1986 في أماريلو في الولايات المتحدة.

## وصلات خارجية
- جون ميدلتون على موقعبيزبول رفرنس.كوم (الدوري الرئيسي) (الإنجليزية)
- جون ميدلتون على موقعبيزبول رفرنس.كوم (الدوري الثانوي) (الإنجليزية)